# Ciungu Mare
Ciungu Mare – wieś w Rumunii, w okręgu Hunedoara, w gminie Romos. W 2011 roku liczyła 134 mieszkańców.